# Pico és Kolumbusz
A Pico és Kolumbusz (eredeti cím: Die Abenteuer von Pico und Columbus) 1992-ben bemutatott német rajzfilm, amely Ute Schoemann-Koll ötlete alapján készült. Az animációs játékfilm rendezője és producere Michael Schoemann. A forgatókönyvet Scott Santoro és David T. Reilly írta, a zenéjét Sam Spence szerezte. A mozifilm az MS-Films, a Bavaria Film és a Zweites Deutsches Fernsehen gyártásában készült, az Atlas Film forgalmazásában jelent meg.
Németországban 1992. április 9-én mutatták be a mozikban, Magyarországon 1993 januárjában adták ki VHS-en.

## Szereplők
| Szereplő                | Eredeti hang     | Eredeti hang       | Magyar hang       |
| Szereplő                | németül          | angolul            | Magyar hang       |
| ----------------------- | ---------------- | ------------------ | ----------------- |
| Pico                    | Jens Wawrczeck   | Corey Feldman      | Lippai László     |
| Kolumbusz Kristóf       | Michael Habeck   | Dom DeLuise        | Jakab Csaba       |
| Marylin                 | Katja Nottke     | Irene Cara         | Kökényessy Ági    |
| Izabella királynő       | Beate Hasenau    | Samantha Eggar     | Szabó Éva         |
| Rovar király            | Eric Vaessen     | Dan Haggerty       | Beregi Péter      |
| Ferdinánd király        | Christian Schult | Dan Haggerty       | Cs. Németh Lajos  |
| Heraldo, a kövér matróz | Christian Schult | N/A                | Mikula Sándor     |
| Diego                   | Eric Vaessen     | Thomas Karallus    | Uri István        |
| Indián törzsfőnök       | Eric Vaessen     | Eric Parkinson     | Kisfalussy Bálint |
| Bob, a hód              | Lutz Mackensy    | Campbell Morton    | Schnell Ádám      |
| Mesélő                  | Hans Paetsch     | Mickey Rooney      | Bozai József      |
| Julias, a patkány       | N/A              | Brett Baxter Clark | Faragó József     |
| Gutter, a patkány       | N/A              | Ted Prior          | Melis Gábor       |
| Ritso, a patkány        | N/A              | James Knapp        | Forgács Gábor     |
| Mortimer, a sirály      | N/A              | James Knapp        | Várkonyi András   |
| Magas matróz            | N/A              | N/A                | Zágoni Zsolt      |
| Alacsony matróz         | N/A              | N/A                | Csuja Imre        |
| Főrovar őr              | N/A              | N/A                | Teizi Gyula       |
| Repülőhajó építőmester  | N/A              | N/A                | Simon György      |
| Leonardo da Vinci       | N/A              | N/A                | Antal László      |
| Főkomornyik             | N/A              | N/A                | Imre István       |

## Betétdalok
| Dal                  | Előadó                        | Előadó                    |
| Dal                  | Német                         | Angol                     |
| -------------------- | ----------------------------- | ------------------------- |
| Pico the Adventurer  | Jens Wawrczeck                | Corey Feldman             |
| A Fellow Like You    | Michael Habeck Jens Wawrczeck | Dom DeLuise Corey Feldman |
| Christopher Columbus | Chorus                        | (instrumentális)          |
| The Life of the Sea  | Michael Habeck                | Dom DeLuise               |